# Fabio Gilioli
Fabio Gilioli (* 2. Dezember 1979 in Carpi) ist ein ehemaliger italienischer Straßenradrennfahrer.
Fabio Gilioli gewann 2002 den Gran Premio Città di Felino. Ende des Jahres fuhr er für die italienische Mannschaft Ceramiche Panaria-Fiordo als Stagiaire und im nächsten Jahr wurde er dort Profi. 2005 wechselte er zu Universal Caffè-Styloffice und seit 2008 fährt Gilioli für das Continental Team Amore & Vita-McDonald's. In der Saison 2009 gewann er zusammen mit seinem Team das Mannschaftszeitfahren beim Univest Grand Prix.

## Erfolge
2002
- Gran Premio Città di Felino

2009
- eine Etappe Univest Grand Prix (Mannschaftszeitfahren)

## Teams
- 2002 Ceramiche Panaria-Fiordo (Stagiaire)
- 2003 Ceramiche Panaria-Fiordo
- 2004 Ceramiche Panaria-Margres (bis 12.05.)
- 2005 Universal Caffè-Styloffice
- 2006 C.B. Immobiliare-Universal Caffè
- 2007 Universal Caffè-Ecopetrol
- 2008 Amore & Vita-McDonald's
- 2009 Amore & Vita-McDonald's